# فهرست زیرسبک‌های هوی‌متال

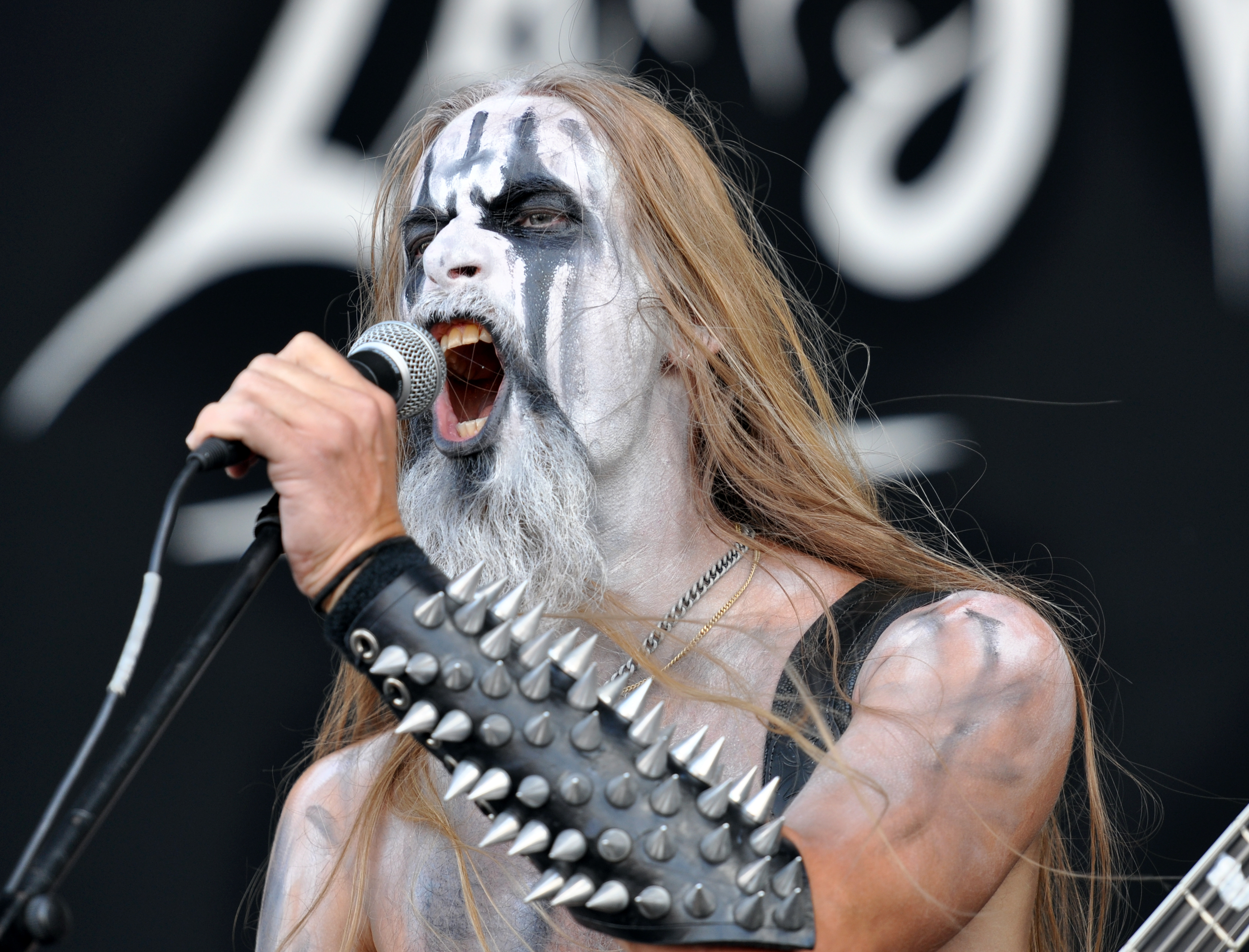
نگاره‌ای از نَگ، خواننده و گیتاریست گروه موسیقی بلک‌متال شودر، حین اجرایی در فستیوال موسیقی پارتی.سَن در تورینگن، آلمان.

هوی متال از زیر مجموعه‌های موسیقی راک به حساب می‌آید و شامل زیر ژانرهای زیر است:
- بلک متال (به انگلیسی: Black metal)
- کلاسیک متال (به انگلیسی: Classic metal)
- دث متال (به انگلیسی: Death metal)
- دوم متال (به انگلیسی: Doom metal)
- فولک متال (به انگلیسی: Folk metal)
- گلم متال (به انگلیسی: Glam metal)
- گوتیک متال (به انگلیسی: Gothic metal)
- گریندکور (به انگلیسی: Grindcore)
- اینداستریال متال (به انگلیسی: Industrial metal)
- متالکر (به انگلیسی: Metalcore)
- نئو-کلاسیکال متال (به انگلیسی: Neo-classical metal)
- نو متال (به انگلیسی: Nu metal)
- پاور متال (به انگلیسی: Power metal)
- پست-متال (به انگلیسی: Post-metal)
- پروگرسیو متال (به انگلیسی: Progressive metal)
- اسپید متال (به انگلیسی: Speed metal)
- سمفونیک متال (به انگلیسی: Symphonic metal)
- ترش متال (به انگلیسی: Thrash metal)